# جامعة موسكو للصناعة والمالية
جامعة موسكو للصناعة والمالية أو جامعة التآزر (باللغة الروسية: Университет Синергия) هي مؤسسة تعليمية خاصة غير حكومية للتعليم العالي. تأسست في عام 1995، وهي أكبر مؤسسة خاصة للتعليم العالي في روسيا من حيث عدد الطلاب والدخل.

## التاريخ
تاريخ الجامعة يبدأ في 1995, مع تأسيس عضو المقابلة للأكاديمية الروسية للتعليم ي. روبين من المدرسة المصرفية العليا موسكو, إعادة تنظيم في 1998 في معهد موسكو الدولي للاقتصاد القياسي, المعلوماتية, المالية والقانون (مميفب), التي في 2000 التحق حول 8 ألف شخص.
منذ عام 2001 ، تم اعتماد برامج درجة الماجستير في كلية إدارة الأعمال بالجامعة من قبل أمبا ، في المجموع ، تم الانتهاء من الاعتماد ست مرات ، وتم استلام الشهادة الحالية في عام 2016.
في عام 2003 ، أصبحت الجامعة عضوا في المؤسسة الأوروبية للتنمية الإدارية تحت اسم اللغة الإنجليزية "التآزرا".
في عام 2005 ، تم تحويل مييفب إلى أكاديمية موسكو المالية والصناعية. منذ عام 2005 ، أصبح حوالي 15 ألف شخص طلاب جامعيين كل عام.
في عام 2009 ، أصبحت أكاديمية موسكو للتمويل والصناعة أول جامعة روسية تحصل على اعتماد من المؤسسة الأوروبية لضمان الجودة في التعلم الإلكتروني.
في 2010-2011 ، أصبح حوالي 20 ألف شخص سنويا طلابا في أكاديمية موسكو المالية والصناعية ، والتي حصلت في عام 2011 على اعتماد الدولة في شكل "جامعة" وتم تغيير اسمها إلى جامعة موسكو المالية والصناعية "التآزر".
بحلول عام 2017 ، تجاوز العدد الإجمالي للطلاب في برنامج التآزر متعدد الوظائف 50 ألف شخص.
في عام 2017 ، كان إيفو التآزر واحدة من أولى في روسيا لإطلاق بدء التشغيل كبرنامج دبلوم. يوفر البرنامج للدفاع عن أطروحة على سبيل المثال لمشروع تجاري مصمم ككيان قانوني تشغيلي. يمكن إكمال المشروع من قبل طالب واحد أو مجموعة من الطلاب.
في عام 2017 ، كانت الجامعة هي الأولى في روسيا التي افتتحت كلية مهن الإنترنت ، والتي توفر التدريب في تخصصات "تطوير ألعاب الكمبيوتر" ، "مطور التطبيقات والبرامج" ، "مبرمج ، مصمم ألعاب" ، "الرياضات الإلكترونية" ، "عالم الأهداف".
في نفس العام ، تم إنشاء كلية المسرح والسينما والتلفزيون في جامعة التآزر.
في عام 2019 ، أصبح الاتحاد الدولي لريادة الأعمال مشاركا في المشروع الوطني "ريادة الأعمال الصغيرة والمتوسطة الحجم ودعم مبادرة ريادة الأعمال الفردية" ، والتي فازت فيها الجامعة بمسابقة وزارة التنمية الاقتصادية وحصلت على منحة لتعميم ريادة الأعمال وتطوير برامج أكثر من 1 مليار روبل.
في عام 2020 ، افتتحت الجامعة كلية للرسوم المتحركة مع تخصصات "المؤلف والرسوم المتحركة التجارية" ، "الرسوم المتحركة وفنان رسومات الكمبيوتر" ، "الرسوم المتحركة والرسومات".

## النشاط
وفقا لروسيسكايا غازيتا ، في عام 2021 ، أجريت العملية التعليمية في 24 كلية في 91 برنامجا لدرجة الماجستير ، و 198 برنامجا لدرجة البكالوريوس ، وأكثر من 500 برنامج إعادة تدريب مهني وتدريب متقدم. توجد كلية في الجامعة ، حيث تم ، اعتبارا من عام 2021 ، إجراء العملية التعليمية وفقا لـ 35 برنامجا للتعليم المهني الثانوي.
وفقا للبيانات الرسمية ، درس 76594 طالبا في الجامعة في العام الدراسي 2020-2021 ، منهم 35594 مسجلا في برامج التعليم المهني العالي والثانوي ، وأكثر من 14000 شخص في برامج التدريب المهني ، وأكثر من 18000 في برامج التدريب المتقدمة ، و 9000 في برامج إعادة التدريب المهني.
في عام 2021 ، درس طلاب من 89 دولة في الجامعة ، 75 منهم من دول أجنبية و 14 من الاتحاد السوفياتي السابق. اعتبارا من عام 2021 ، احتلت إيفو التآزر المرتبة الثالثة في روسيا من حيث عدد الطلاب الدوليين — 7008 شخصا.
وقعت الجامعة اتفاقيات حول التعاون الأكاديمي والتبادل الأكاديمي وبرامج الدرجات المزدوجة مع 63 جامعة أجنبية في المملكة المتحدة والولايات المتحدة الأمريكية والصين والهند وبريطانيا العظمى والولايات المتحدة الأمريكية وتركيا وصربيا وماليزيا. تتضمن برامج التعاون الأكاديمي أنشطة علمية مشتركة وتطوير البرامج التعليمية. يكمل الطلاب المسجلون في برامج الدرجات المزدوجة جزءا واحدا من دراستهم في روسيا ، والجزء الثاني في جامعة أجنبية شريكة ، وبعد الانتهاء من دراستهم ، يحصل الخريجون على شهادتين — الجامعات الروسية والجامعات الشريكة.

## السمعة والتقييمات
في عام 2015 ، احتل خريجو الجامعة المركز 5 في ترتيب الرواتب الرسمي لخريجي جامعات الاتحاد الروسي الذين حصلوا على تخصصات تكنولوجيا المعلومات.
في عام 2016 ، استغرق إيفو التآزر المركز الأول في تصنيف برامج التعليم الإداري والمركز الخامس في تصنيف برامج التطوير المهني للمركز التحليلي "الخبراء".
في عام 2020 ، دخلت الجامعة تصنيفات جامعة كيو إس إيكا 2020/21 في المجموعة 351-400.
في عام 2021 ، احتلت الجامعة المرتبة 58 في أفضل الجامعات غير المرتبة في روسيا 2021 (تأخذ في الاعتبار 375 من 724 جامعة روسية) و 2353 في تصنيفات الجامعات العالمية غير المرتبة 2021 (تأخذ في الاعتبار 13600 جامعة من 200 دولة).
في عام 2021 ، في ترتيب برامج ريادة الأعمال في تصنيف جامعة إنترفاكس الوطنية ، احتلت جامعة التآزر المركز الأول مع برامج ريادة الأعمال التعليمية وريادة الأعمال الدولية).
في عام 2021 ، احتلت الجامعة المرتبة الثالثة في روسيا من حيث عدد الطلاب الدوليين.

## التعاون الدولي
في عام 2016 ، التحق أول 50 طالبا من الخارج – جمهورية سيراليون - في إيفو التآزر ، وبعد ذلك ظهر قسم التأشيرات وقسم مرافقة في الجامعة.
وفقا لوزارة العلوم والتعليم العالي في الاتحاد الروسي ، احتلت الجامعة في عام 2022 المرتبة الثالثة في روسيا من حيث عدد الطلاب الأجانب ، واحتلت رودن المركز الأول ، والثانية جامعة قازان.
في عام 2022 ، التحق 1368 طالبا أجنبيا في إيفو التآزر ، في المجموع ، في عام 2022 ، درس حوالي 12 ألف طالب أجنبي في الجامعة في برامج دراسية طويلة الأجل وحوالي 20 ألف شخص في دورات قصيرة الأجل. في المجموع ، يدرس طلاب من 92 دولة في جامعة التآزر ، أكبر عدد منهم من أوزبكستان وسوريا وباكستان وإيران ونيجيريا ومصر والجزائر وتركيا وسريلانكا وأفغانستان.
اعتبارا من عام 2022 ، وقع الاتحاد الدولي لرابطات الموظفين المدنيين الدوليين 92 مذكرة شراكة مع جامعات أجنبية ، يتم في إطارها تدريب الطلاب وتبادل المعلمين وعقد الأعمال البحثية والمؤتمرات المواضيعية.

## دليل
يوري بوريسوفيتش روبن هو مؤسس الجامعة ، دكتوراه في الاقتصاد ، أستاذ ، عضو مراسل في الأكاديمية الروسية للتعليم ، رئيس الجامعة من 1995 إلى 2019.
فاديم جورجيفيتش لوبوف هو مؤسس الجامعة ، دكتوراه في الاقتصاد ، رئيس شركة التآزر.
فاسيلييف أرتيوم إيغوريفيتش-رئيس الجامعة منذ عام 2019 ، مرشح العلوم الاقتصادية ، حتى عام 2019 — نائب رئيس الجامعة.

## الهيكل
يتم التدريب في 17 قسما ، للجامعة فروع في أربع مناطق من الاتحاد الروسي في مدن نويابرسك وأومسك وتشيركيسك وإليستا ، وفرع في إمارة دبي ، وهي المؤسسة التعليمية الروسية الوحيدة التي تقدم درجتي البكالوريوس والماجستير في الاقتصاد والإدارة والقانون وتكنولوجيا المعلومات.
تقوم الجامعة بتطوير تقنيات التعلم القائمة على الإنترنت.
كلية إدارة الأعمال
كلية الإدارة
كلية الاقتصاد
كلية تكنولوجيا المعلومات
كلية الإدارة الرياضية
كلية التربية البدنية
كلية الحقوق
كلية البنوك
كلية اللغويات
كلية علم النفس
كلية التصميم
كلية الاعلان
كلية الإنترنت
كلية إدارة الفعاليات
كلية المسرح والسينما والتلفزيون
كلية الفنادق والمطاعم التجارية
كلية صناعة الألعاب والرياضات الإلكترونية
يوجد بالجامعة مركز تدريب تطوعي للمسابقات الرياضية ، ومن بين الأحداث التي أقيمت دورة الألعاب الأولمبية في سوتشي 2014 وكأس العالم لكرة القدم 2018.

## فرع "التآزر" في دولة الإمارات العربية المتحدة
في عام 2013 ، افتتحت جامعة التآزر فرعا في دبي – جامعة التآزر دبي ، حيث حصلت على ترخيص حكومي للحق في ممارسة الأنشطة التعليمية ، والاعتماد من جمعية ماجستير إدارة الأعمال الدولية ، بالإضافة إلى ترخيص من هيئة المعرفة والتنمية البشرية في دبي ، لتصبح أول جامعة روسية معتمدة من قبل حكومة دولة الإمارات العربية المتحدة.
في عام 2022 ، في جامعة التآزر دبي ، كان من الممكن تلقي التعليم في ثلاثة برامج لدرجة البكالوريوس (الاقتصاد العالمي والتنمية المستدامة ، وريادة الأعمال المبتكرة ، والإدارة في قطاع الفنادق والمطاعم) وبرنامجين لدرجة الماجستير (الاقتصاد العالمي ، والإدارة في قطاع الفنادق والمطاعم) ، بالإضافة إلى الدراسة في كلية إدارة الأعمال لبرامج التآزر التنفيذية ماجستير في إدارة الأعمال ، ماجستير في إدارة الأعمال القيادة النسائية. يحصل خريجو الفرع على دبلوم دولي في التعليم العالي بدوام كامل ، وهو صالح في جميع دول العالم.

## الجوائز والجوائز
جائزة حكومة الاتحاد الروسي للأدلة التعليمية والتدريبية في مجال المنافسة وريادة الأعمال (2008).
جائزة وزارة العلوم والتعليم في الاتحاد الروسي "للمساهمة في تطوير تعليم ريادة الأعمال في الاتحاد الروسي" (2012).